# Trajano de Moraes
Trajano de Moraes é um município brasileiro do estado do Rio de Janeiro. Localiza-se na região serrana do norte fluminense a 22º03'48" de latitude sul e 42º03'59" de longitude oeste, a 795 metros de altitude. Sua população estimada segundo o censo 2022 do IBGE era de 10,302 habitantes. Conhecida pelas belezas naturais, a cidade abriga cachoeiras, como a Graças a Deus e do Poço Fundo, além da Represa da Barragem, ideal para pesca e esportes aquaticos. A Serra das Almas, com 1.300 metros, oferece vistas panorâmicas. O município se destaca pela preservação ambiental e pelo potencial turístico, com paisagens que atraem visitantes em busca de tranquilidade e contato com a natureza. 

## Turismo
Trajano, como é conhecido, é um paraíso climático e turístico. Suas cachoeiras chamam atenção pela exuberância e exagero.
Sua praça principal, é o ponto de encontro dos moradores, que se beneficiam de um clima agradável, considerado o 8° melhor do país. O ar cinquentista da arquitetura, influência das colonizações suíça, portuguesa, alemã e sírio-libânesa, dão um certo charme ao centro da cidade, que oscila entre o passado e o presente.
As muitas montanhas do município, são propícias para esportes como Mountain Bike Down Hill e voos de parapente. Além disso, por ser uma cidade interiorana, Trajano de Moraes oferece prazerosas atividades do campo, como passeios a cavalo, caminhadas ecológicas, etc.
Além de sua exuberante paisagem, a cidade conta com vários pontos turísticos e históricos como a Capela Senhor dos Passos (de 1848), as fazendas centenárias do Período Imperial, as antigas estações ferroviárias e trilhas ecológicas oriundas de extintos ramais da Estrada de Ferro Leopoldina, que operou no município até a década de 1960. 
Em Vila da Grama, 4º distrito, é comum a prática de esportes aquáticos como pesca, nado e passeios de jet ski, devido a represa do Rio Macabu.